# Paladins
Igra  Paladins: Champions of the Realm je nova brezplačna igra združenih žanrov MOBA in FPS. Razvija jo studio  HiRez, ki so tudi razvili igri  SMITE in Tribes: Ascend. Na prvi pogled je podobna igri Overwatch ali LawBreakers.
Paladins ima trenutno 30 junakov, razdeljene v 4 kategorije. Vsak junak ima na voljo 16 različnih kart, ki ga dodatno spremenijo in izboljšajo. 5 kart sestavlja celoten komplet, vsaka karta pa ima 4 stopnje. Ko vstopimo v igro, imamo tudi prodajalno, v kateri si je mogoč dokupiti dodatne »karte«.
Siege je trenutno edini in tudi uradni igralni način, ki ima trenutno tri različne mape. Igra se tako, da se zmagovalec tisi, ki premaga vse 4 runde igre. Na sredini mape je točka, ki jo mora ekipa prevzeti, to pa se zgodi, ko pridobi 100 točk. Takrat, ko ekipa prevzame točko zmaga prvo rundo, hkrati pa se začne druga. Na točki se pojavi ti. Siege, ki ga mora ekipa pripeljati do baze nasprotnikov. Če jim uspe, premagajo še drugo rundo, če pa nasprotna ekipa uspešno brani, pa rundo dobijo nasprotniki.

## Dodatni elementi igre

### Trgovina
Trgovina je mesto, kjer lahko igralec kupi različne stvari z zlatniki ali kristali. Stvari, ki jih lahko kupi, so junaki, preobleke in skrinje. Ta trgovina se ne sme zamenjevati s trgovino v sami igri (prodajalne).

### Preobleke
Preobleke spremenijo videz junakov. Vsak junak ima nekakšen osnovni videz, za drugačen videz pa je treba kupiti preobleko. Preobleka samo spremeni videz junaka in ne vpliva na potek igre in druge atribute junakov. Preobleke je možno kupiti z zlatniki in s pravim denarjem (kristali) - Evri.
- Preobleka se lahko kupi za glavo, telo in orožje junaka.
- Preobleko lahko prav tako kupiš za prevozno sredstvo

Brezplačne preobleke:
| Viktor - Charcoal                                          | Orožje - Matte                                              | Prevoz - Onyx Stallion                                     |
| ---------------------------------------------------------- | ----------------------------------------------------------- | ---------------------------------------------------------- |
| Paladins Tiwtter Arhivirano 2016-09-07 na Wayback Machine. | Paladins Facebook Arhivirano 2016-09-09 na Wayback Machine. | Paladins Youtube Arhivirano 2016-09-09 na Wayback Machine. |

## Sistemske zahteve
Priporočene sistemske zahteve
- 3 GB prostora na trdem disku
- Quad core Intel ali AMD procesor
- Windows 7 ali novejše
- 4 GB RAM
- Vsaka grafična s  pomnilnikom 1 GB ali več